# Rafaél Ithier
Rafaél Ithier (né en 1926 à San Juan, Porto Rico) est un musicien de salsa et créateur du groupe El Gran Combo.

## Biographie
Ithier s'est passionné très tôt pour la musique.
Son père, Nicolas Ithier, avait joué avec Rafaël Hernandez, une autre personnalité de la musique portoricaine.
Rafaél Ithier est devenu un guitariste expert du boléro, et il était un membre du groupe de Tito Henriquez, "Taone". 
Sa sœur Esperanza plus tard lui a appris à jouer du piano.
Rafaél Ithier et Rafaël Cortijo sont devenus amis, presque frères, quand ils étaient petits.
Rafaél Ithier a rejoint le combo de Cortijo dans les années 1950,
après avoir joué à New York dans le groupe The Borinqueneers Mambo Boys.
En 1962, Rafaél Ithier a formé El Gran Combo.
En 1970, Rafaél Ithier a échappé de peu à la mort, car il était sur le point d'embarquer sur un DC-9 qui s'est écrasé dans les Caraïbes, mais un des membres du Gran Combo a eu un pressentiment au moment d'embarquer, et Ithier et le reste du groupe ont débarqué de l'appareil.